# Ciocârlia de Sus, Constanța
Ciocârlia de Sus (în trecut Biulbiul-Mare, în turcă Büyük Bülbül) este un sat în comuna Ciocârlia din județul Constanța, Dobrogea, România. Se află în partea central-sudică a județului,  în Podișul Cobadin. La recensământul din 2002 avea o populație de 1422 locuitori.

## Demografie
Comunitatea musulmană din Ciocârlia de Sus are o geamie construită în jur de 1880.